# سفارت کلمبیا در لندن
سفارت کلمبیا در لندن (به انگلیسی: Embassy of Colombia) یک سفارت در بریتانیا است که در لندن واقع شده‌است.